# Turbina racemosa
Turbina racemosa là một loài thực vật có hoa trong họ Bìm bìm. Loài này được (Poir.) D.F. Austin miêu tả khoa học đầu tiên năm 1977.